# Baron Wenlock
Baron Wenlock war ein erblicher britischer Adelstitel, der einmal in der Peerage of England und zweimal in der Peerage of the United Kingdom verliehen wurde.

## Verleihungen

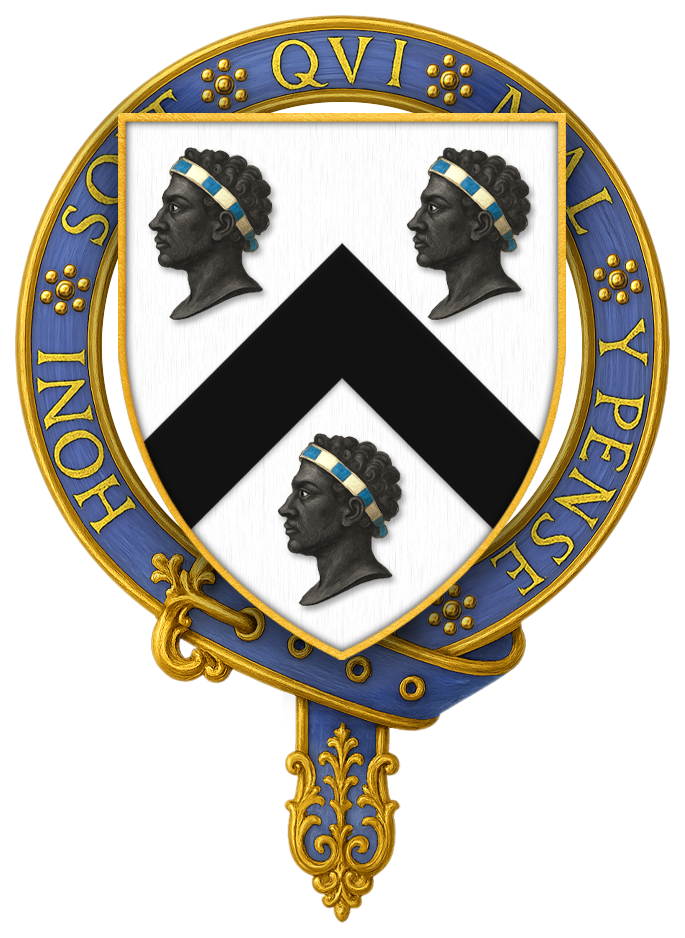
Wappen des Barons Wenlock erster Verleihung

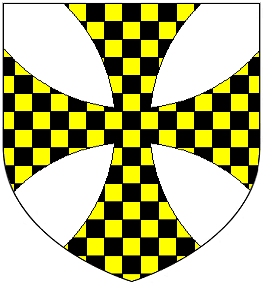
Wappen der Barone Wenlock zweiter und dritter Verleihung

Erstmals wurde der Titel am 26. Juli 1461 in der Peerage of England für den Ritter und ehemaligen Speaker of the House of Commons Sir John Wenlock geschaffen, indem dieser durch Writ of Summons in House of Lords berufen wurde. Der Titel erlosch, als der Baron am 4. Mai 1471 in der Schlacht von Tewkesbury fiel und keine männlichen Nachkommen zu hinterließ.
In zweiter Verleihung wurde am 10. September 1831 in der Peerage of the United Kingdom der Titel Baron Wenlock, of Wenlock in the County of Salop, dem ehemaligen Unterhausabgeordneten Sir Robert Lawley, 6. Baronet, verliehen. Er hatte bereits 1793 von seinem Vater den Titel Baronet, of Spoonhill in the County of Salop, geerbt, der am 16. August 1641 in der Baronetage of England seinem Urururgroßvater verliehen worden war. Die Baronie erlosch, als er am 10. April 1834 kinderlos starb. Die Baronetcy fiel zuerst an seinen Bruder Francis Lawley als 7. Baronet und bei dessen kinderlosem Tod am 30. Januar 1851 an seinen weiteren Bruder Paul Lawley-Thompson als 8. Baronet. Diesem war bereits am 13. Mai 1839 in dritter Verleihung in der Peerage of the United Kingdom der Titel Baron Wenlock, of Wenlock in the County of Salop, neu verliehen worden. Diese Baronie sowie die Baronetcy erloschen schließlich beim Tod von dessen Enkel, dem 6. Baron, am 14. Juni 1932.

## Liste der Titelinhaber

### Barone Wenlock, erste Verleihung (1641)
- John Wenlock, 1. Baron Wenlock († 1471)

### Lawley Baronets, of Spoonhill (1641)
- Sir Thomas Lawley, 1. Baronet († 1646)
- Sir Francis Lawley, 2. Baronet (um 1630–1696)
- Sir Thomas Lawley, 3. Baronet (um 1650–1729)
- Sir Robert Lawley, 4. Baronet († 1779)
- Sir Robert Lawley, 5. Baronet (1736–1793)
- Sir Robert Lawley, 6. Baronet (1768–1834) (1831 zum Baron Wenlock erhoben)

### Barone Wenlock, zweite Verleihung (1831)
- Robert Lawley, 1. Baron Wenlock (1768–1834)

### Lawley Baronets, of Spoonhill (1641; Fortsetzung)
- Sir Francis Lawley, 7. Baronet  (1782–1851)
- Sir Paul Lawley-Thompson, 8. Baronet (1784–1852) (bereits 1839 zum Baron Wenlock erhoben)

### Barone Wenlock, dritte Verleihung (1839)
- Paul Lawley-Thompson, 1. Baron Wenlock (1784–1852)
- Beilby Lawley, 2. Baron Wenlock (1818–1880)
- Beilby Lawley, 3. Baron Wenlock (1849–1912)
- Richard Lawley, 4. Baron Wenlock (1856–1918)
- Algernon Lawley, 5. Baron Wenlock (1857–1931)
- Arthur Lawley, 6. Baron Wenlock (1860–1932)